# أولي كاب
أولي كاب (بالألمانية: Ulrich Kapp)‏ هو لاعب كرلنغ ألماني، ولد في 14 أبريل 1971 في فوسن في ألمانيا.

## وصلات خارجية
- أولي كاب على موقع الاتحاد الدولي للكرلنغ (الإنجليزية)
- أولي كاب على موقع اللجنة الأولمبية الدولية (الإنجليزية)
- أولي كاب على موقع أوليمبيديا (الإنجليزية)